# Coll de Vera
El Coll de Vera (dit també Coll de la Vera) és una collada de la Vall de Lord (Solsonès) situada a 1.238 m. d'altitud
És el punt més baix de l'esperó rocallós que, cap al nord, baixa del cim de la Llebre, a la Serra de Busa, i enllaça amb la Serra dels Bastets, separant el Clot de la Maçana, a l'oest, del de Valielles a l'est.

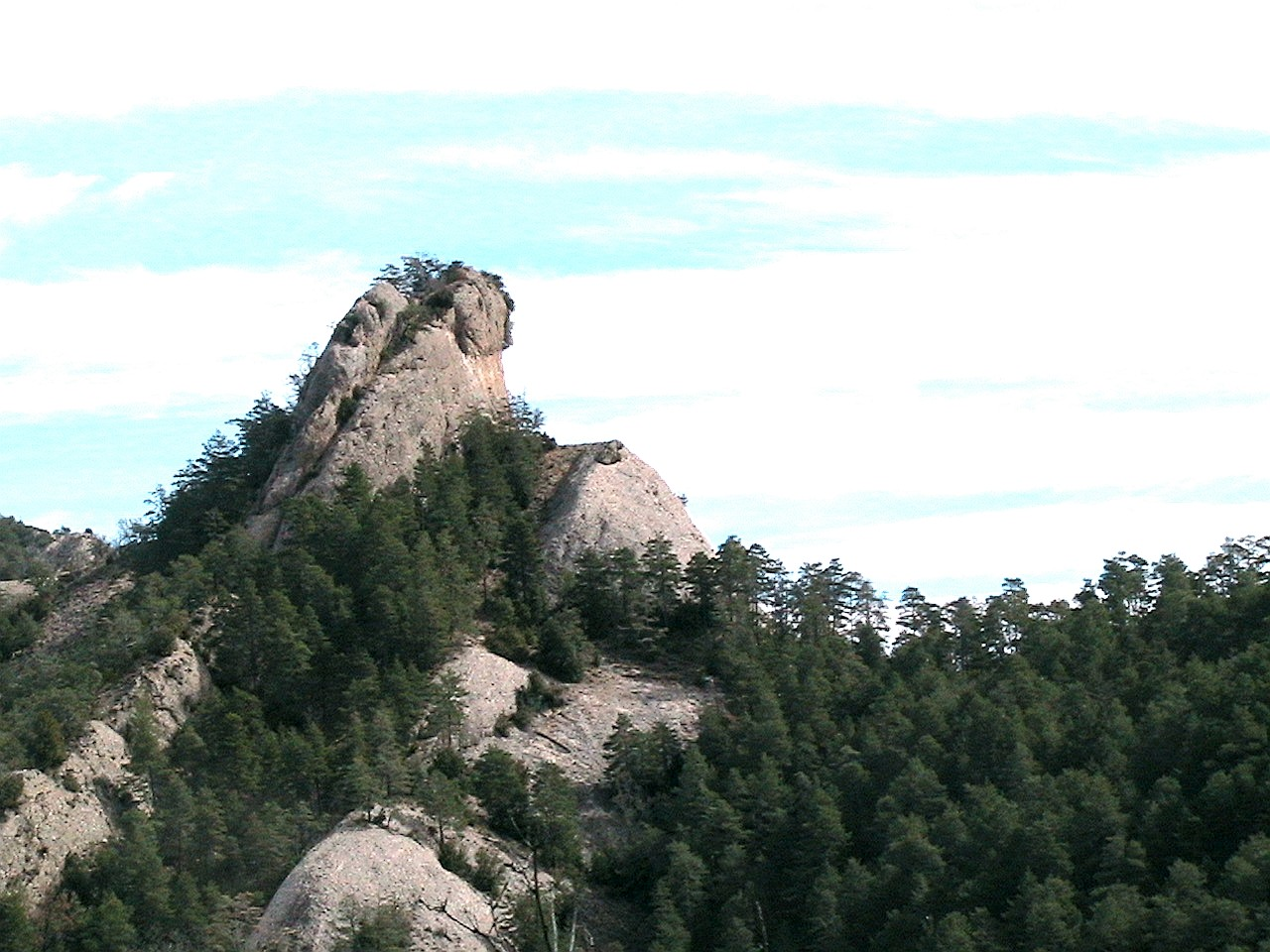
Coll de la Vera, a la dreta de l'agulla, vist des del Coll de la Maçana.

Pertany a l'enclavament de Valielles del municipi de Montmajor, si bé a la seva part nord immediata limita amb el municipi de Guixers.